# Russula

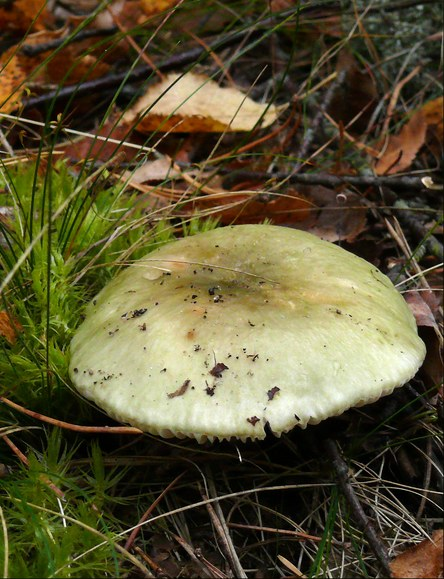
Russula aeruginea

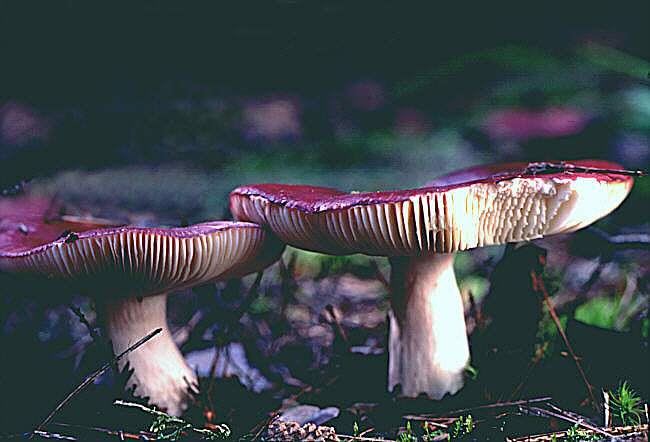
Russula amethystina

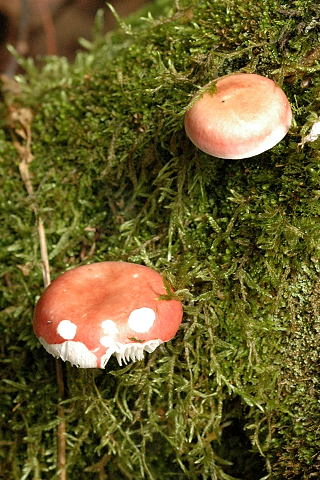
Russula atrorubens

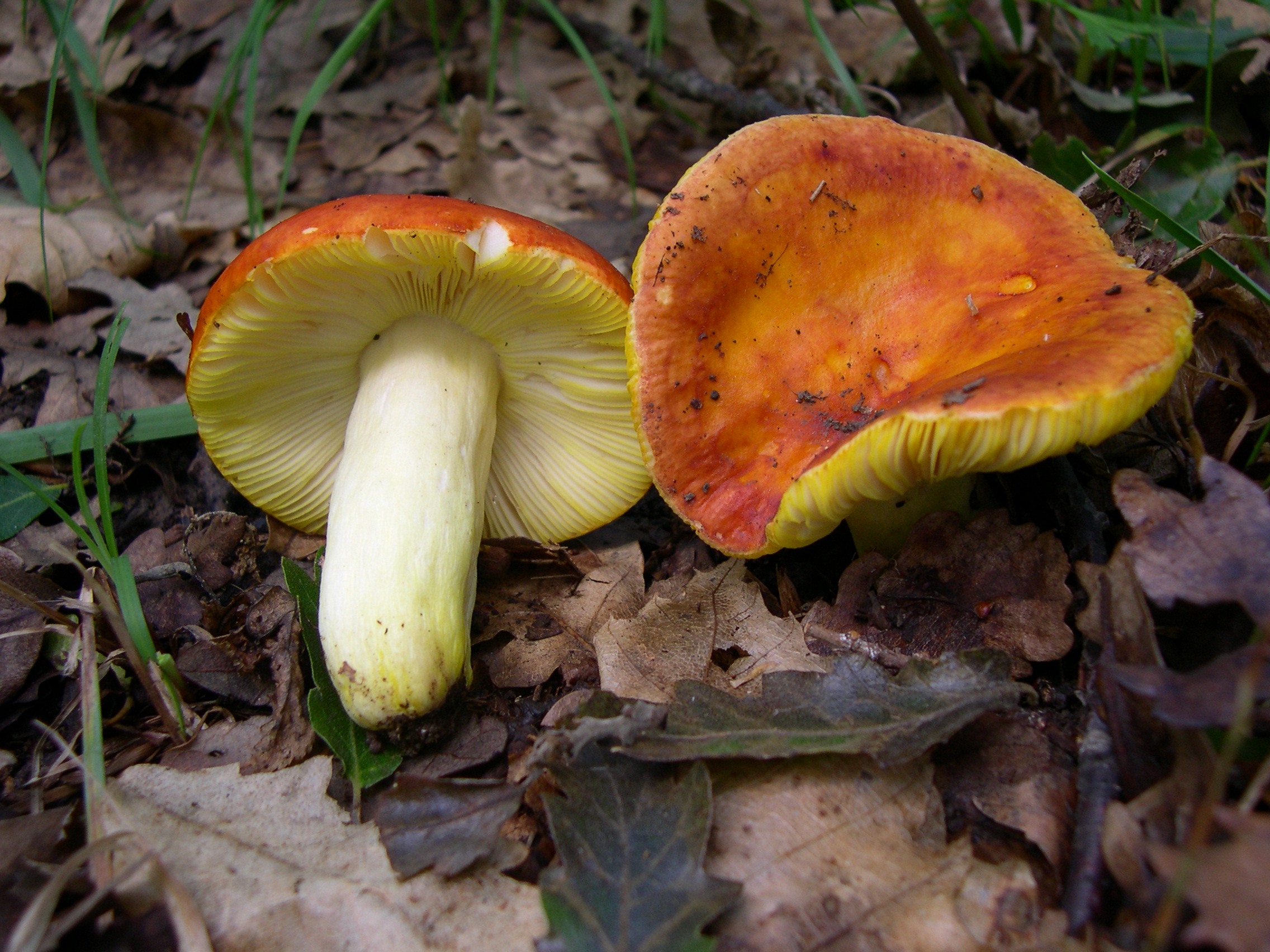
Cualbra retgera (Russula aurea)

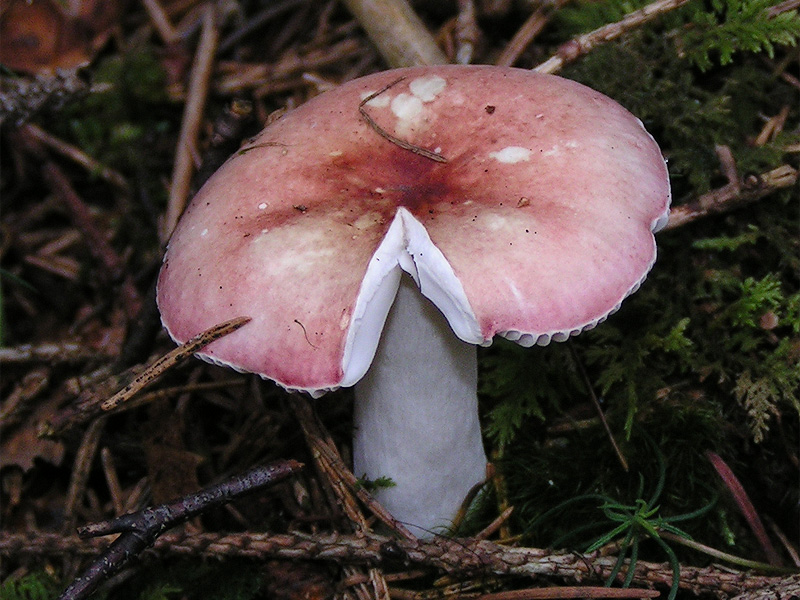
Russula betularum

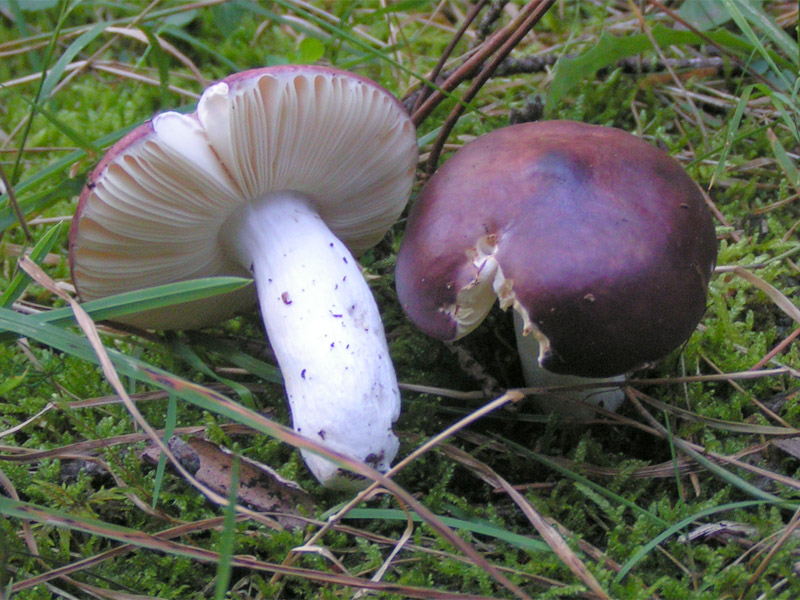
Russula caerulea

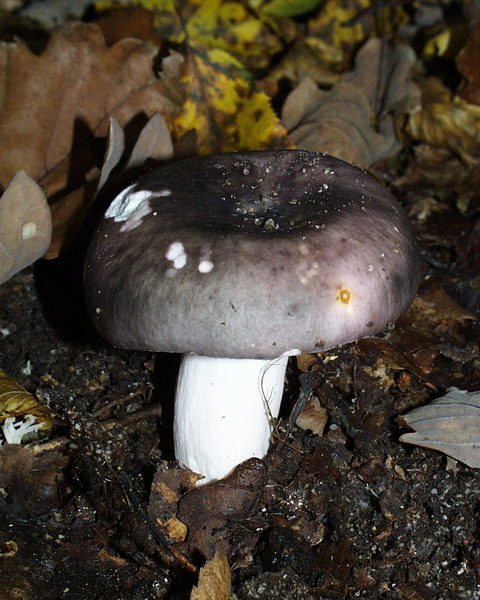
Cualbra morada (Russula cyanoxantha)

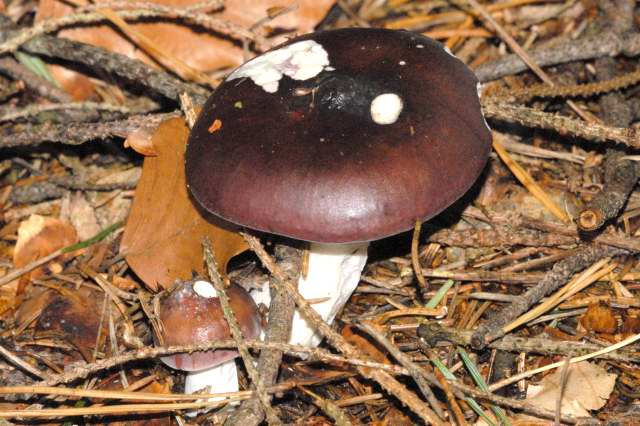
Russula vinosa

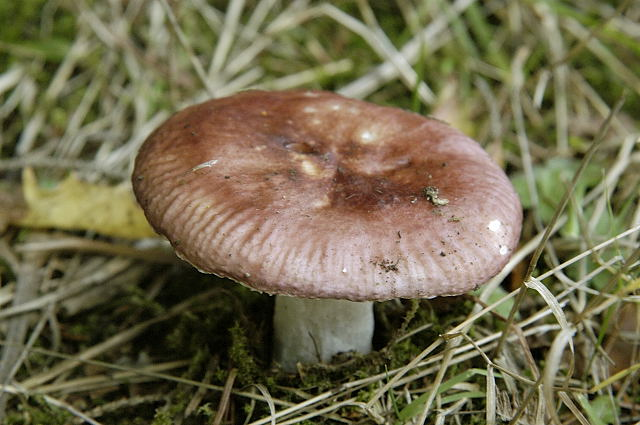
Russula turci

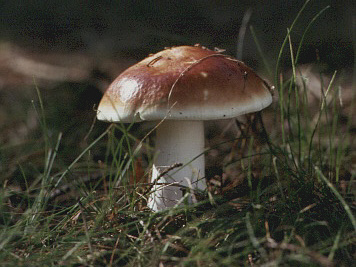
Russula vesca

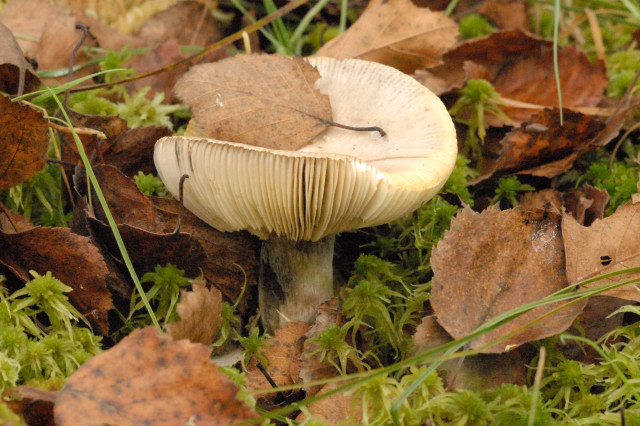
Russula sphagnophila

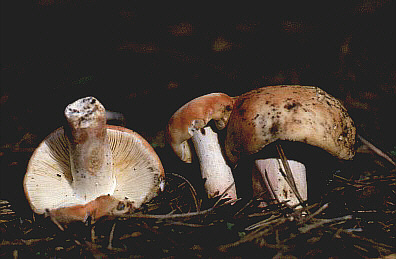
Russula paludosa

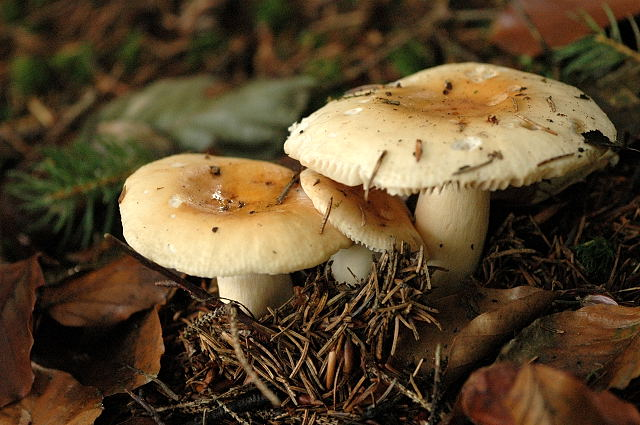
Russula fellea

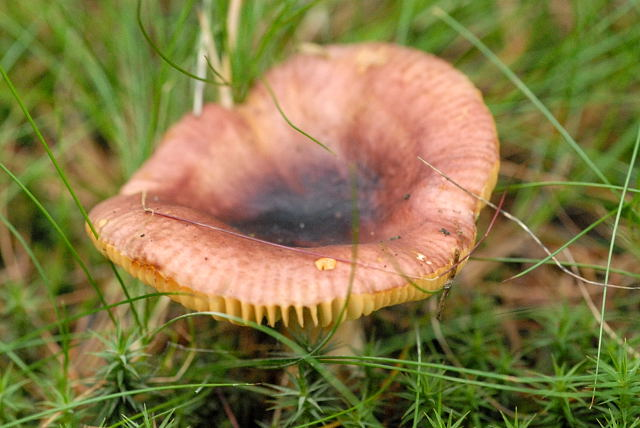
Russula firmula

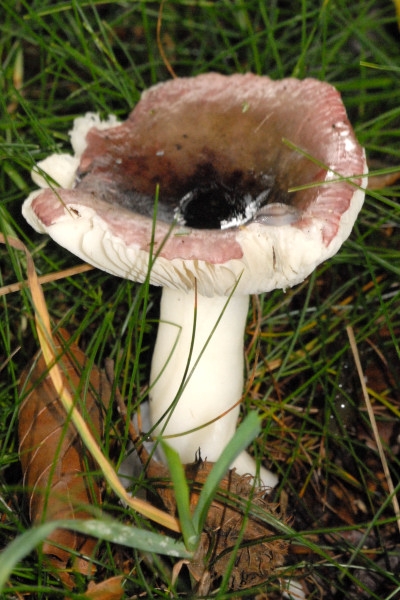
Russula fragilis

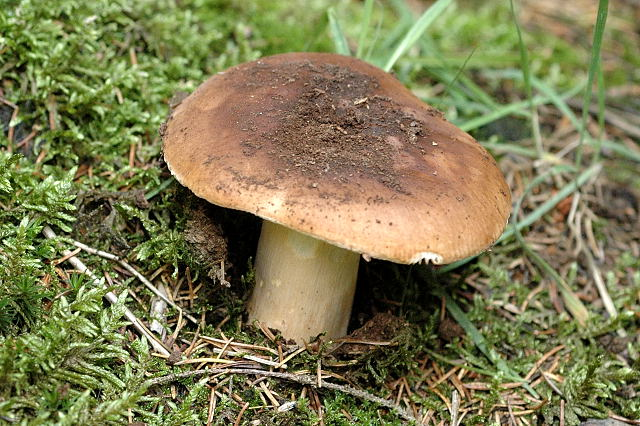
Russula mustelina

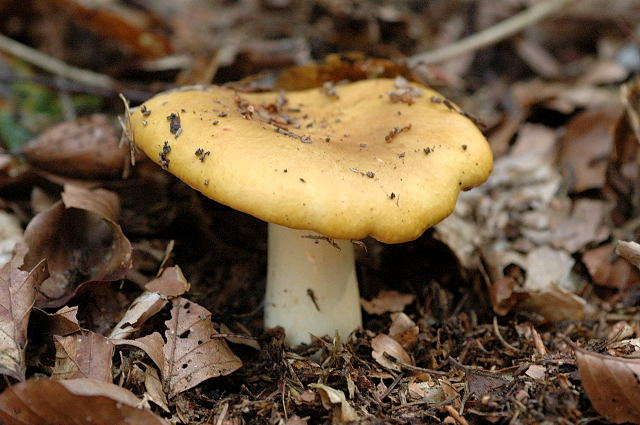
Russula ochroleuca

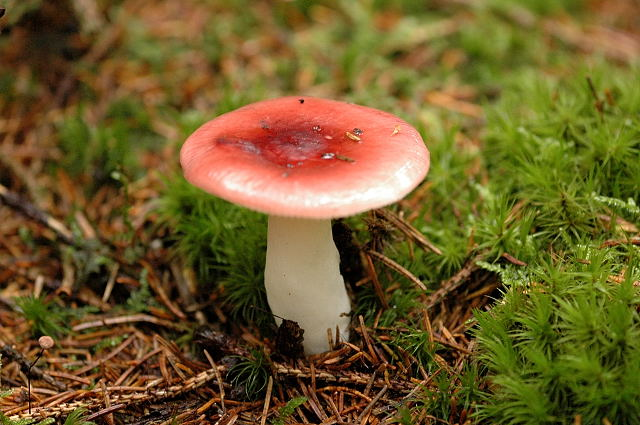
Russula puellaris

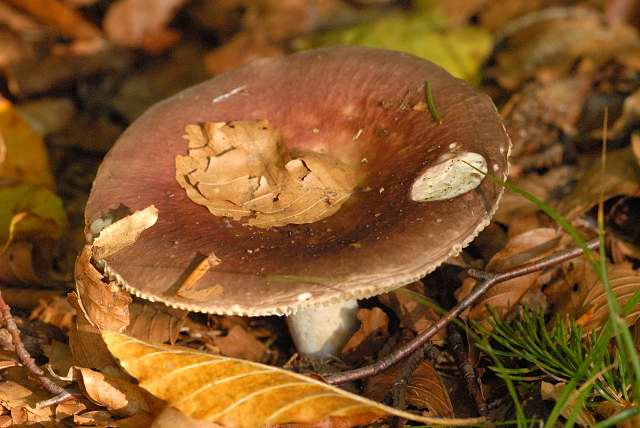
Russula romellii

Russula (llatí "rogenca") és un gènere de bolets de l'ordre russulals, família de les russulàcies (Russulaceae) descrit per Christian Hendrik Persoon el 1796. Rep el nom de llora, sobretot les espècies de la secció Heterophyllae, de barret més o menys verdós, propi de boscos de planifolis.

## Descripció
- Són força grossos.
- Carn homogènia que es trenca com si fos guix.
- No segreguen cap làtex.
- Barrets de colors brillants (vermells, verds, violetes, etc.) i variats.
- Esporada de blanca a groga.
- Làmines lliures o adherents que, en alguns casos, són lleugerament decurrents en la maduresa.
- Absència de teixits de vel parcial o volva universal en la seva tija o estípit.[4][5][6]

## Hàbitat
Són fongs amb micorriza associada a arbres i arbusts. Cada espècie prefereix o creix exclusivament amb un tipus particular d'arbre.

## Distribució geogràfica
És de distribució cosmopolita.

## Comestibilitat
Per a la seua utilització culinària cal ser prudent, ja que algunes en són molt coents o acres. Tot i així, n'hi ha algunes de gran qualitat, com ara la llora blanca (Russula virescens), que és excel·lent.

## Toxicitat
Entre d'altres, són tòxics Russula emetica, Russula sardonia i Russula nobilis. Diversos agents actius tòxics s'hi han descobert i s'han anomenat russufelina.

## Risc de confusió amb altres gèneres
Lactarius és un gènere relacionat amb Russula, però aquest darrer no emet làtex quan es trenca.

## Taxonomia
El gènere Russula inclou unes 1.400 espècies, entre les que destaquen:
- Russula abietum (J. Blum) Bon
- Russula acetolens Rauschert
- Russula acriannulata Buyck
- Russula acrifolia Romagn.
- Russula acriuscula Buyck
- Russula acuminata Buyck
- Russula adulterina Secr.
- Russula adusta (Pers. ex Fr.) Fr.
- Russula aeruginea Lindbl. a Fr.
- Russula afronigricans Buyck
- Russula albofloccosa Buyck
- Russula albonigra (Krombh.) Fr.
- Russula albospissa Buyck, 1989
- Russula alnetorum Romagn.
- Russula alutacea (Pers.:Fr.) Fr.
- Russula amarissima Romagn.
- Russula amethystina Quél.
- Russula amoena Quél.
- Russula amoenicolor Romagn.
- Russula amoenipes (Romagn. ex Bon) Bidaud, Moënne-Locc. & Reumaux
- Russula amoenolens Romagn.
- Russula anatina Romagn.
- Russula anthracina Romagn.
- Russula aquosa Leclair
- Russula atropurpurea (Krombh.) Britzelm.
- Russula atrorubens Quél.
- Russula atrosanguinea Velen.
- Russula aurantiaca (Schaeff.) Romagn.
- Russula aurea Pers.
- Russula aurora Krombh. ss.Melz. et Zv.
- Russula azurea Bres.
- Russula badia Quél.
- Russula barlae Quél.
- Russula betularum Hora
- Russula borealis Kauffm. s. Sing.
- Russula brunneoviolacea Crawsh.
- Russula caerulea (Pers.) Fr.
- Russula carminipes J. Blum
- Russula carpini R. Girard & Heinem.
- Russula cavipes Britzelm.
- Russula cessans A. Pearson
- Russula chamiteae Kühner
- Russula chloroides (Krombh.) Bres.
- Russula cicatricata Romagn. ex Bon
- Russula clariana R.Heim ex Kuyper & Vuure, 1985
- Russula claroflava Grove
- Russula clavipes Velen.
- Russula consobrina (Fr.) Fr., 1838
- Russula cremeoavellanea Sing.
- Russula cuprea (Krombh.) J.E. Lange
- Russula curtipes F.H.Moller & Jul.Schäff., 1935
- Russula cyanoxantha (Schaeff.) Fr.
- Russula decipiens (Singer) Kühner & Romagn.
- Russula decolorans (Fr.) Fr.
- Russula delica Fr.
- Russula densifolia Secr. ex Gillet
- Russula emetica (Schaeff. ex Fr.) S. F. Gray
- Russula emeticicolor Jul.Schäff., 1937
- Russula exalbicans (Pers.) Melzer & Zvára
- Russula faginea Romagn.
- Russula farinipes Romell
- Russula favrei M.M.Moser, 1979
- Russula fellea (Fr.:Fr.) Fr.
- Russula firmula J. Schff.
- Russula flavispora Romagn.
- Russula foetens (Pers.) Pers.
- Russula font-queri Singer
- Russula fragilis Fr.
- Russula fragrantissima Romagn.
- Russula fusconigra M.M. Moser
- Russula fuscorubroides Bon
- Russula galochroa (Fr.) Fr.
- Russula gigasperma Romagn.
- Russula gracillima Jul.Schäff., 1931
- Russula grata Britzelm.
- Russula graveolens Romell
- Russula grisea s.Romagn. et al.,non Fr.
- Russula helodes Melzer
- Russula heterophylla (Fr.) Fr.
- Russula illota Romagn.
- Russula inamoena Sarnari
- Russula innocua (Singer) Romagn. ex Bon
- Russula insignis Quél.
- Russula intactior (Jul. Schäff.) Jul. Schäff.
- Russula integra (L.) Fr.
- Russula intermedia P. Karst.
- Russula ionochlora Romagn.
- Russula laccata Huijsman
- Russula laeta Jul. Schäff.
- Russula langei Bon
- Russula laricina Velen.
- Russula lateritia Quél.
- Russula lepidicolor Romagn.
- Russula lilacea Quél.
- Russula livescens (Batsch) Bataille
- Russula longipes (Singer) Moënne-Locc. & Reumaux
- Russula luteotacta Rea
- Russula maculata Quél. & Roze
- Russula medullata Romagn.
- Russula melitodes Romagn.
- Russula melliolens Quél.
- Russula melzeri Zvára
- Russula minutula Velen.
- Russula mollis Quél. ss. Romagn.
- Russula mustelina Fr.
- Russula nana Killerm.
- Russula nauseosa (Pers.) Fr., 1838
- Russula nigricans (Bull. ex Mérat) Fr.
- Russula nitida (Pers.) Fr.
- Russula nobilis Velen.
- Russula ochroleuca (Pers.) Fr.
- Russula odorata Romagn.
- Russula olivacea (Schaeff.) Fr.
- Russula oreina Singer
- Russula pallidospora J.Blum ex Romagn., 1967
- Russula paludosa Britz.
- Russula parazurea Jul. Schäff.
- Russula pascua (F.H. Møller & Jul. Schäff.) Kühner
- Russula pectinata (Bull.) Fr., 1838 vermella o blava (Balears)
- Russula pectinatoides Peck ss. Sing.
- Russula pelargonia Niolle, 1941
- Russula persicina Krombh.
- Russula poichilochroa Sarnari
- Russula polychroma (Sing. ex. Hook) Fr.
- Russula postiana Romell
- Russula praetervisa Sarnari
- Russula pseudo-olivascens Kärcher
- Russula pseudoaeruginea (Romagn.) Kuyper & Vuure
- Russula pseudoaffinis Migl. & Nicolaj
- Russula pseudoimpolita Sarnari
- Russula pseudointegra Arnould & Goris
- Russula pseudopuellaris (Bon) Bon
- Russula puellaris Fr.
- Russula puellula Ebbesen, F.H. Møller & Jul. Schäff.
- Russula pulchella I.G. Borshch.
- Russula pulchrae-uxoris Reumaux
- Russula pungens Beardslee, 1918
- Russula queletii Fr. a Quél.
- Russula raoultii Quél.
- Russula renidens Ruots., Sarnari & Vauras
- Russula rhodella E.-J. Gilbert
- Russula rhodopoda Zvára
- Russula rigida Velen., 1920
- Russula risigallina (Batsch) Sacc.
- Russula romellii Maire
- Russula rosea Pers.
- Russula roseicolor J. Blum
- Russula rubens R. Heim
- Russula ruberrima Romagn.
- Russula rubra (Lam.: Fr.:) vermella o blava (Balears).
- Russula rubroalba (Singer) Romagn.
- Russula rutila Romagn.
- Russula salmoneolutea Landa et Fellner
- Russula sanguinaria (Schumach.) Rauschert
- Russula sanguinea (Bull. ex St. Amans) Fr.
- Russula sardonia Fr.
- Russula scotica A. Pearson
- Russula sericatula Romagn.
- Russula silvestris (Singer) Reumaux
- Russula solaris Ferd. & Winge
- Russula sororia Fr.
- Russula sphagnophila Kauffman
- Russula stenotricha Romagn.
- Russula subfoetens Wm.G. Sm.
- Russula subrubens (J.E. Lange) Bon
- Russula subterfurcata Romagn.
- Russula taeniospora Einhell.
- Russula torulosa Bres.
- Russula turci Bres.
- Russula unicolor Romagn.
- Russula velenovskyi Melz. et Zv.
- Russula venosopurpurea Pers.
- Russula versatilis Romagn.
- Russula versicolor
- Russula vesca Fr.
- Russula veternosa Fr.
- Russula vinosa Lindblad, 1901
- Russula vinosobrunnea (Bres.) Romagn.
- Russula vinosopurpurea Jul. Schäff.
- Russula violacea Quél.
- Russula violeipes Quél.
- Russula virescens (Schaeff. ex Zanted.) Fr.
- Russula viscida Kudrna
- Russula xenochlora P.D. Orton
- Russula xerampelina (Schaeff.) Fr.
- Russula zonatula Ebbesen & Jul. Schäff.
- Russula zvarae Velen.[11][12][13]